# Enric Sierra
Enric Sierra (Arenys de Mar, 1963) és un periodista català.
Va començar la seva trajectòria a Ràdio Arenys, on encara dirigeix el programa El Dominical. Al llarg de la seva trajectòria ha treballat o col·laborat amb mitjans com El Punt, El Correo Catalán, Cadena 13, Agència Efe,  TVE i el diari Avui.
L'any 2000 fou un dels impulsors del diari gratuït 20 Minutos. El 2006 es va incorporar a La Vanguardia amb l'encàrrec de potenciar una nova web. L'octubre de 2024 fou nomenat vicedirector de La Vanguardia per Jordi Juan. Des de l'any 2020 exercia com a director adjunt.
És membre del Col·legi de Periodistes de Catalunya.